# Christophe Bigot
Pour les articles homonymes, voir Christophe Bigot (homonymie) et Bigot.
Christophe Bigot, né le 6 juin 1976, est un enseignant et écrivain français.

## Biographie
Ancien élève de l'École normale supérieure de Fontenay-Saint-Cloud, Christophe Bigot est également titulaire d'une agrégation de lettres modernes. Fasciné par la Révolution française, il y consacre deux de ses romans. 
En parallèle de son œuvre littéraire, Christophe Bigot est enseignant, dans un premier temps à Caen avant de rejoindre à Paris, d'abord au lycée Louis-le-Grand où il enseigne en classes préparatoires scientifiques, puis au lycée Janson-de-Sailly, en classes préparatoires économiques, en classe préparatoire scientifique et en hypokhâgne.[réf. nécessaire]

## Romans
- L'Archange et le Procureur, Gallimard, 2008  (ISBN 978-2-07-012084-0) Récompenses : prix Mottart de l'Académie française (2008) [2], prix La Fayette, prix des lycéens de la ville de Caen, prix Océanes du roman d'histoire et d'aventures de la ville du Havre, prix Jeune Talent de la ville de Saint-Germain-en-Laye.
- L'Hystéricon, Gallimard, 2010  (ISBN 978-2-07-012912-6)
- Les Premiers de leur siècle, La Martinière, 2015  (ISBN 978-2-73-247009-2)
- Le Bouffon de la montagne, La Martinière, 2016  (ISBN 978-2-73-247747-3)
- Autoportrait à la guillotine, Stock, 2018  (ISBN 978-2-23-408365-3)
- Le Château des trompe-l’œil, La Martinière, 2022
- Un autre m'attend ailleurs, La Martinière, 2024  (ISBN 979-1-04-011843-5) Récompenses :  prix de la Biographie romancée Geneviève Moll 2024 [3]

### Presse
- Elisabeth Philippe, « Livre : L'Hystéricon, Christophe Bigot invente le "roman-loft" », Les Inrockuptibles,‎ 9 mai 2010 (lire en ligne, consulté le 25 août 2020).

### Entretiens
- Sur littera05.com.